# Китайські шашки

Комплект для гри Китайські шашки українського виробництва

Китайські шашки (Chinese Checkers) – стратегічна настільна гра на 2, 3, 4 або 6 гравців.

## Походження
Незважаючи на назву, з шашками гра не має майже нічого спільного. Китайські шашки – сучасний та спрощений варіант гри Галма, яка з’явилася у Китаї бл. ІІ тисячоліття до н.е. Сучасний вигляд гри започатковано 1892 року у Німеччині під назвою «Stern-Halma» (тобто Галма у вигляді зірки). Назву «Китайські шашки» придумали у 1928 році Біл та Джек Пресмани, американські підприємці.

## Ігровий комплект
У Китайські шашки грають на полі у вигляді правильної шестикутної зірки. Якщо гравців двоє, кожен отримує по 15 каменів-шашок, якщо троє і більше – то по 10. Під час гри усі шашки залишаються на полі – бити у цій грі не можна.

## Правила гри

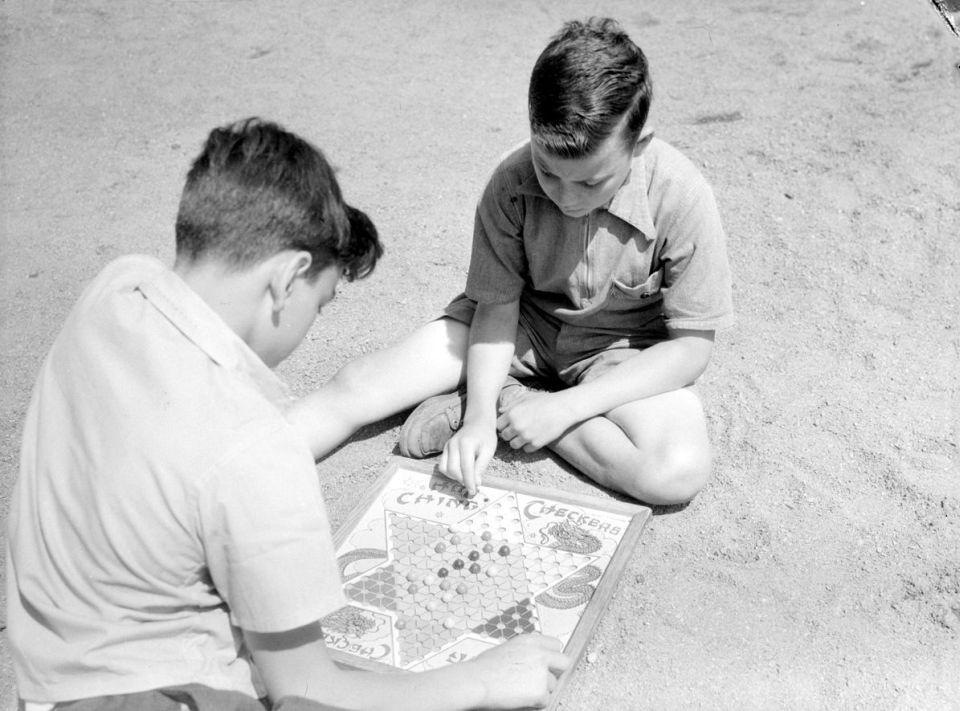
Два хлопчики грають в китайські шашки, Монреаль, Липень 1942 р.

Гравці ходять по черзі. За один хід можна або пересунути свою шашку на сусіднє поле, або стрибнути нею через одну свою чи чужу шашку. Стрибати можна скільки завгодно, але не можна поєднувати стрибки з пересуванням на сусіднє поле.
Мета гри – переставити усі свої шашки у протилежний промінь зірки першим. Якщо двоє гравців зробили це за однакову кількість ходів – зараховується нічийний результат.

## Поширення у світі
Наразі Китайські шашки дуже популярні – є дуже багато онлайн версій на flash, мобільних за стосунків на Android тощо. У більшості країн світу грають і в настільний варіант гри на дерев’яному полі. Ігровий інвентар виробляють в Китаї, Німеччині і навіть в Україні .